# بهجت (نمایشنامه)
بهجت نمایشنامه‌ای از محمد چرمشیر است. موضوع این نمایشنامه اجتماعی است و برگرفته از مضامین فولکولور ایرانی است، و داستان زندگی یک زن تنهاست که با خیالات خودش زندگی می‌کند و در نهایت عاقبت به‌خیر نمی‌شود.

## اجراها
بهجت در سال ۱۳۹۲، به کارگردانی زهرا صبری و در حمایت از یک بیمار دیالیزی، در سالن گوشه فرهنگسرای نیاوران به‌روی صحنه رفته‌است. همچنین در سال ۱۴۰۰ به کارگردانی حسین حسام‌نژاد در تئاتر مقاومت دامغان نیز به اجرا درآمده‌است.